# آبیشوو
آبیشوو (به لاتین: Abishevo) یک منطقهٔ مسکونی در روسیه است که در باشقیرستان واقع شده‌است.